# Канада на Летњим олимпијским играма 1964.
Канада је учествовала на Летњим олимпијским играма, одржаним 1964. године у Токиу Јапан, по четрнаести пут у својој историји, освојивши на овим играма четири медаље, и то једну златну, две сребрне и једну бронзану.
Канада је на ове игре послала екипу спортиста која је бројала 115 чланова (95 спортиста и 20 спортисткиња) који су узели учешће у укупно 16 спортова у којима су се такмичили.
Иако је Канада послала велики број такмичара, њени представници су успели да освоји само четири медаље. Бил Кротерс је освојио сребро у трци на 800 m а Хари Џером бронзану на 100 m, што су биле прве медаље у атлетици за Канаду од 1948. године. Од јавности и новинара су били запостављени веслачи Роџер Џексон и Џорџ Хангерфорд, који су на своју несрећу имали трку исти дан кад су се одржавала атлетска такмичења која су била у жижи. Ипак они су за канаду донели једино злато са игара.
На овим олимпијским играма је Канада је први пут свирана нова химна „О Канада“ уместо „Боже сачувај краљицу“ и уместо старе на јарбол је требало да се подиже нова канадска застава са јаворовим листом. На додели златне медаље веслачима је свирана О Канада али је на јарбол била подигнута стара застава. Све ово је било условљено спором бирократском процедуром у Канади која је заставу званично усвојила тек 15. фебруара 1965. године, тако да је за МОК и даље важила стара застава.

### Освојене медаље на ЛОИ
| Освојене медаље канадских спортиста на ЛОИ 1964. |                        |       |        |        |        |
| Спортиста                                        | Спорт                  | Злато | Сребро | Бронза | Укупно |
| Двојац без кормилара                             | Веслање, мушки         | 0     | 1      | 0      | 1      |
| Даг Роџерс                                       | Џудо, мушки            | 0     | 1      | 0      | 1      |
| Бил Кротерс                                      | Атлетика — 800 m, мушки | 0     | 1      | 0      | 1      |
| Хари Џером                                       | Атлетика — 100 m, мушки | 0     | 0      | 1      | 1      |
| Укупно                                           | 3                      | 1     | 2      | 1      | 4      |